# Operación Snézhok
Operación Snezhok (del ruso: Снежóк ‘nievecilla’) es el nombre clave de los ejercicios tácticos del ejército soviético con el uso de un arma nuclear, preparado y llevado a cabo bajo la dirección del mariscal Gueorgui Zhúkov, el 14 de septiembre de 1954 en el Polígono de Tótskoye, en la región de Oremburgo, Rusia. El número total de soldados que participaron fue cercano a 45.000. El propósito del ejercicio fue estudiar la posibilidad de romper las defensas del enemigo con un arma nuclear. El Polígono de Tótskoye no fue elegido por casualidad; el terreno se parece a un típico paisaje de la Europa occidental, el lugar más probable para el comienzo de una Tercera Guerra Mundial.

## Estudio preliminar
La primera presentación de la propuesta para el ejercicio fue firmada por los Mariscales de la Unión Soviética, A. M. Vasilevski, B. L. Vánnikov, E. I. Smirnov, P. M. Kruglov y otros funcionarios responsables, y dirigido por el Vicepresidente del Consejo de Ministros de la URSS Nikolái Bulganin.
El 29 de septiembre de 1953, se emitió un decreto del Consejo de Ministros, que sentó las bases para la preparación de las Fuerzas Armadas y el país para actuar en circunstancias especiales. Bajo la dirección personal de N. A. Bulganin, en un mes, todos los documentos fueron emitidos y entregados al Grupo Militar de las Fuerzas de publicación, los distritos militares, el Distrito de Defensa y la Marina. Al mismo tiempo, para el personal directivo del ejército y la marina se organizó una exhibición de películas especiales sobre pruebas nucleares.
Luego comenzó la búsqueda del área de pruebas, donde se pudiera ulitizar todo tipo de armas, junto con la detonación de una bomba nuclear. Se consideró utilizar para este ejercicio el Polígono de Kapustin Yar, pero fue rechazado. En la primavera de 1954, un grupo dirigido por el Teniente General I. S. Glébov evaluó el Polígono de Tótskoye, situado entre Samara y Oremburgo, y se consideró adecuado para las condiciones de seguridad necesarias para los ejercicios. La explosión nuclear aérea en el polígono tenía gran importancia práctica para evaluar el impacto en el terreno en el debilitamiento (o consolidación) de los factores que afectan a una explosión nuclear.
Los ejercicios militares sobre el tema "Avance preparado para la defensa táctica con uso de armas nucleares" estaban previstos para el otoño de 1954. Para el ejercicio se supone que se aplicaría una bomba atómica RDS-2 de 40 kilotones de potencia, probada en el polígono de Semipalátinsk, en 1951. La conducción del ejercicio se encomendó al Mariscal Zhúkov.
El experimento tenía los siguientes objetivos:
- Investigar los efectos de la explosión de una bomba atómica en un sitio previamente preparado la defensa militar, así como sobre armas, equipo militar y animales;
- Para el estudio y examen práctico en el uso de bombas atómicas;
- Explorar una posible preparación y realización de la ofensiva desde la posición de un contacto directo con el enemigo, sin necesidad de retirar las tropas de la primera posición al momento de un ataque nuclear;
- Entrenar a los miembros del Ejército - soldados y comandantes - a actuar prácticamente en medio de operaciones ofensivas y defensivas en la línea frontal durante la aplicación de armas nucleares por parte de sus tropas o del enemigo.

## Trabajos preparatorios en el Polígono
De acuerdo con el plan del ejercicio, este tuvo el objetivo de: El gran avance preparado enemigo imaginario tácticas de defensa con armas atómicas, para la defensa - la organización y el mantenimiento de la defensa en el uso de armas atómicas. Centrado en la próxima fiesta, cuyas tropas se lleva a cabo efectivamente la artillería nuclear y avance de defensa aérea de formación y superar la zona de explosión. En este caso, las tropas comprometidas con la defensa, se retirarán con antelación para la eliminación segura.
En total, durante el ejercicio se utilizaron cerca de 45.000 personas para las tropas, 600 tanques y artillería autopropulsada, 500 cañones y morteros, 600 vehículos blindados, 320 aviones y seis mil vehículos y camiones para fines diversos. Contribuir a las enseñanzas se pusieron en los estados desarrollados especialmente en relación con la organización y para proporcionar nuevas armas y equipos. Ofensiva del Cuerpo de Infantería previsto ofrecer tres explosiones: una bomba nuclear de mediano calibre y dos montones de barriles de gasolina (imitadores). La verdadera bomba estaba programada para restablecer a la zona del batallón de defensa en la posición de las reservas del regimiento. Esta zona es un nudo fuerte resistencia en el fondo de la defensa de "Occidente", la represión de los que violan la estabilidad de la posición defensiva de todo el regimiento de reserva y la capacidad de lucha de la principal agrupación de artillería.
En el momento de la explosión el personal de las tropas deberá salir de los edificios y colocarse en las trincheras y refugios. En caso de que se produzca una explosión superficial, sin altura - una situación de emergencia, el ejercicio se cancelaría, y el personal de gestión actuaría en vigor de situaciones especiales.
Para garantizar la seguridad de los habitantes en la zona de ejercicio, un radio de 50 km desde el epicentro de la explosión se dividió en cinco zonas:
- En la Zona 1 (hasta 8 km) se prohibió completamente el ingreso de la población local.
- En la zona 2 (8-12 km) 3 horas antes de la explosión la población debía dirigirse a un refugio natural, situado cerca de los asentamientos; 10 minutos antes de la explosión sonaría una alarma para que todos los habitantes se tumben en el suelo boca abajo.
- En la zona 3 (12-15 km) 1 hora antes de la explosión la población debía retirarse de las casas a una distancia de 15-30 metros de los edificios; 10 minutos antes de la explosión se daría una señal para tumbarse en el suelo boca abajo.
- En la zona 4 (15-50 km) se previó únicamente la protección la población por la posibilidad de una fuerte contaminación radiactiva en el trayecto de las nubes, sobre todo en el caso de una explosión superficial.
- La población de la zona 5, debía ir a un lugar seguras durante 3 horas, antes de la explosión. El ganado debía ser retirado u ocultarse en los establos.

## Inicio del ejercicio

### Situación antes de la explosión
En el día del ejercicio, el 14 de septiembre de 1954, había un tiempo soleado por la mañana, con vientos suaves y nubes bajas a una altura de 1000 m, con una temperatura del aire de +9 a +12°. A las 09:20 los líderes del experimento escucharon el informe del tiempo y tomaron la decisión de detonar una bomba nuclear. La decisión fue registrada y aprobada. Luego la orden de lanzar la bomba fue informada por radio a la tripulación de la aeronave Tu-4. 10 minutos antes de la explosión se dio la señal de "ansiedad nuclear", para que las tropas se refugiasen. Las unidades ubicadas en tanques y artillería autopropulsada tomaron sus lugares y cerraron las escotillas.
A las 09:34, el Tu-4 pilotado por V. Y. Kutýrchev desde una altura de 8.000 metros lanzó la bomba atómica (RDS-3), cuya explosión se produjo 48 segundos después a una altitud de 350 metros de la superficie del suelo y con una desviación del objetivo de 280 metros dirección noroeste.
La explosión de la bomba fue acompañada por un destello cegador, que iluminó decenas de kilómetros de la zona con luz blanca brillante. Tras el brote en el sitio de la explosión se observó un rápido aumento del tamaño de la zona incandescente, que tenía una forma esférica. Después de 5 minutos comenzó la preparación de artillería, y después los bombarderos.

### Imagen de la explosión
La explosión de la bomba fue acompañada por un destello cegador, iluminando la zona con una luz blanca brillante. Tras el brote en el centro de una explosión a una altitud de 350 m formado sistema de iluminación de la zona de una forma esférica. En una amplia zona bajo la explosión se produjo la evaporación de la humedad, así como grietas y trituración de las partículas del suelo y la combustión de sustancias orgánicas. El resultado fue un dramático anillo de humo y polvo en el aire sobre la bola de fuego, y una reducción significativa de su transparencia. El proceso de formación de la capa de polvo calentado por la acción de la energía radiante de la explosión se produjo antes de la llegada de la onda de choque.
3.6 segundos después de la explosión la superficie de la región luminosa comenzó a oscurecerse, aparecieron algunos puntos menos brillantes, que crecieron en tamaño y pronto se extendieron a toda la superficie de la región luminosa. Comenzó el desarrollo de la nube de la explosión, alcanzando una dimensión horizontal de ~ 714 m. La nube de la explosión tomó una forma de vórtice toroidal por la reflexión de la onda de choque en la superficie. A raíz de la nube, desde la zona epicentral de la explosión comenzó a subir una enorme columna de polvo, que se introdujo en la nube 4-5 segundos después de la explosión. Aproximadamente 1 minuto después de la explosión la nube se elevó a unos 4 km, y después de 7 minutos - a una altitud de ~ 15 km.

## Perduración
En 1994 se construyó en el Polígono una estela en memoria de todas las víctimas de la radiación.

## Críticas
Tras la desclasificación de Top Secret en 1993, surgieron acusaciones en los medios de comunicación de que la prueba de armas nucleares del 14 de septiembre de 1954 había expuesto a 45.000 soldados y 10.000 civiles a la radiación nuclear como un experimento para determinar cómo la radiación afectaba a cada persona. Como resultado del ejercicio, miles de participantes recibieron distintas dosis de radiación radiactiva . No hay datos confirmados sobre la prestación de atención médica adecuada al personal militar. Todos los participantes firmaron un acuerdo de confidencialidad para no revelar secretos militares durante 25 años.
La OTAN reaccionó la prueba de la siguiente manera:

El 14 de septiembre de 1954, las autoridades de la URSS cometieron una monstruosa atrocidad inaudita en la historia mundial: probar armas nucleares en sus propios ciudadanos. Se utilizaron armas nucleares contra su propio ejército. Murieron más de 43.000 personas.

Unos días después, los científicos soviéticos recibieron informes detallados sobre la prueba y comenzaron a estudiar el impacto de la explosión nuclear en casas modelo, refugios, vehículos, vegetación y animales de experimentación afectados por la explosión.
La URSS logró recopilar toda la información necesaria sobre las tácticas de uso de armas nucleares en solo dos explosiones (la segunda fue en Semipalatinsk). Aunque en el operativo participaron hasta 45 mil soldados, la organización fue mucho más estricta: control de la radiación antes de que las tropas pasaran por la zona contaminada (incluso los scouts no caminaban en la zona de peligro, el área estaba marcada con banderas disparadas desde un tanque dosimétrico), OZK y posterior descontaminación. Con el mismo propósito, a los soldados se les prohibió llevar comida, bebida y cigarrillos.

## Consecuencias para el medio ambiente y la población
Se cuestionan las pérdidas de 43.000 personas: según algunos informes de los medios, esta es solo la cantidad de muertes por diversas razones en la década de 2000, 50 años después de los ejercicios. A finales del siglo XX, el fondo radiactivo en el sitio de prueba era normal.  Sin embargo, el periodista Viacheslav Moiseev, que estudió los documentos del registro civil de Totsk, que indica un rápido aumento de las muertes por cáncer en la zona, que comenzó un año después de las pruebas.

### Video y fotografía
- Репитиция Апокалипсиса. Тоцкий полигон. en YouTube. Documental sobre los ejercicios militares en el Polígono de Tótskoye.
- Video del desarrollo de la nube de hongo de la explosión nuclear (enlace roto disponible en Internet Archive; véase el historial, la primera versión y la última). (en alemán)
- Fotografía de la explosión nuclear en Tótskoye (enlace roto disponible en Internet Archive; véase el historial, la primera versión y la última).

- Datos: Q4461528